# Каструм
Каструм представлява характерно за Древния Рим укрепление с една основа за цялото му протежение.
Тези укрепления имат форма на правоъгълник със заоблени ъгли, в които се намират кули. В него се влиза чрез четири порти на всяка от четирите крепостни стени, които се свързват чрез праволинейни пътеки в центъра на правоъгълника и самия каструм, където обикновено живее командирът на легиона, който е разположен в укреплението.
Целта на каструмите е да осигурят защита на легионите, които охраняват границите на империята, така че разположението на каструмите съблюдава разширяването на границите на империята, а не стратегическото подреждане, което съблюдава разполагането на другите типове укрепления.